# Canon MP-E 65mm-objectief
De Canon MP-E 65mm f/2.8 1-5x Macro is een objectief  gemaakt door de Japanse fabrikant Canon. Het objectief is uitsluitend geschikt voor camera's voorzien van een EF(-S)-lensvatting. Hoewel uitermate geschikt voor macrofotografie is dit objectief niet te gebruiken voor reguliere fotografie. Het is namelijk niet in staat om op oneindig scherp te stellen zoals veel andere macro-objectieven (EF 100mm f/2.8L, EF 50mm f/2.5 en EF 180 f/3.5L) dat wel kunnen.

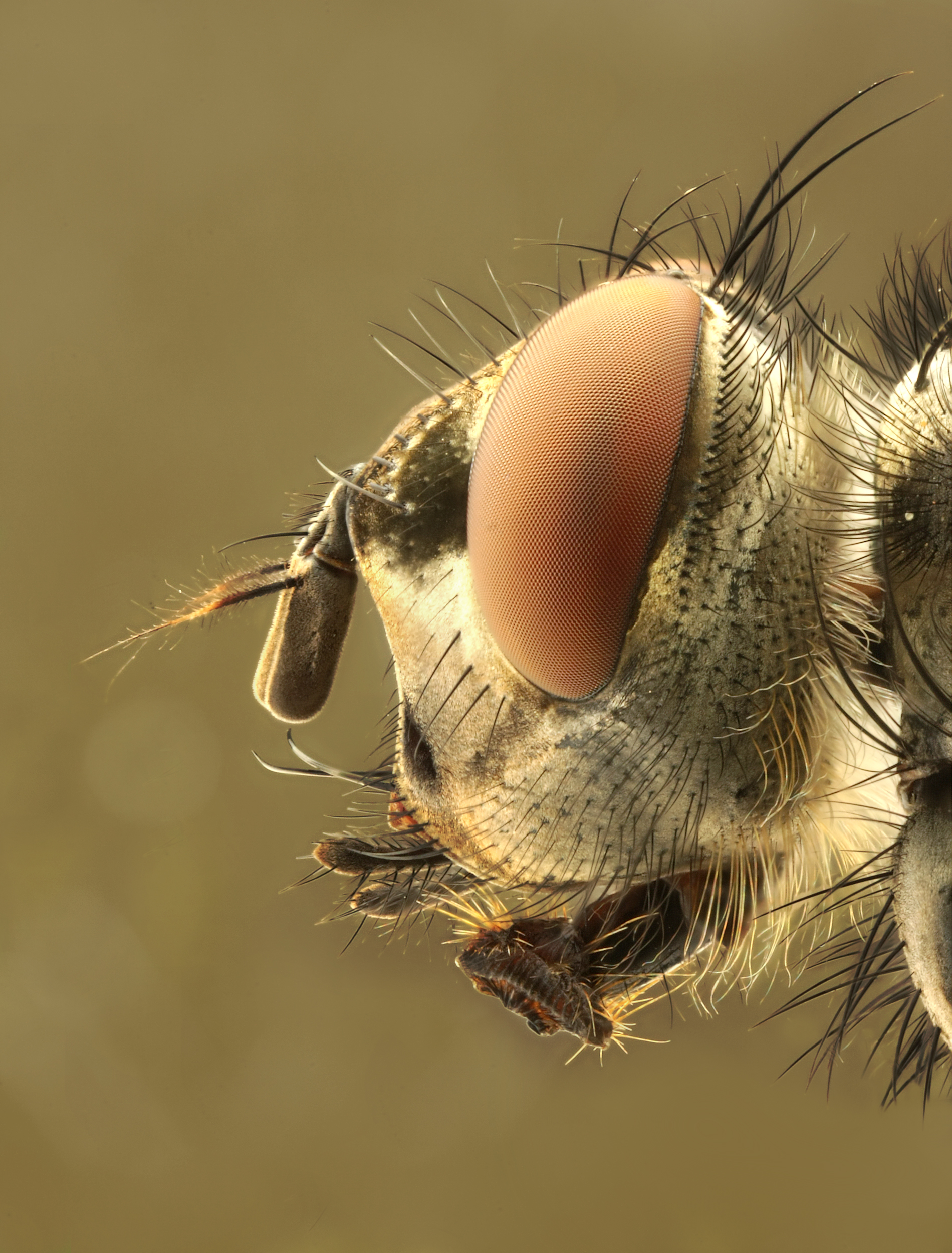
Hoofd van een vlieg gemaakt met behulp van focus stacking

Dankzij de sterke vergroting is de scherptediepte extreem beperkt. Het maximaal haalbare voor dit objectief is 2,24 mm bij een diafragma van f/16 en 1:1 vergroting. Wanneer er echter geschakeld wordt naar 5:1 vergroting en geschoten wordt met een diafragma van f/2.8 neemt dit af tot slechts 0,048 mm. Dit betekent dat uit de hand schieten in veel situaties geen optie is en het objectief gestabiliseerd moet worden met een statief. Daarnaast wordt er vaak focus stacking toegepast om het gehele onderwerp scherp te krijgen.